# Die gute Erde (Film)
Die gute Erde (Originaltitel: The Good Earth) ist ein US-amerikanischer Spielfilm von Sidney Franklin aus dem Jahr 1937. Als literarische Vorlage diente der gleichnamige Roman von Pearl S. Buck.

## Handlung
Der Film erzählt die Geschichte des armen chinesischen Bauern Wang Lung, der gemeinsam mit seiner Frau O-Lan, einer ehemaligen Sklavin, Hunger und Not, aber auch wirtschaftlichen und sozialen Aufstieg erlebt. Die Filmhandlung entspricht weitgehend der des Romans.
Für Einzelheiten siehe: Die gute Erde (Roman).

## Hintergrund, Produktion und Kinoauswertung
Irving Thalberg, Produktionsleiter der MGM, die bereits zuvor zahlreiche Filme im fernöstlichen Milieu produziert hatte, begann mit den Planungen für Die gute Erde bald nach Erscheinen des Buches (1931), das 1932 mit dem Pulitzer-Preis ausgezeichnet wurde. Das Image Chinas hatte sich in den USA seit der Begründung der Republik (1912) allmählich verbessert, und seit dem Beginn des Japanisch-Chinesischen Krieges (1937), der sich bereits in den frühen 1930er Jahren angekündigt hatte, genoss das Land die besondere Sympathie der amerikanischen Öffentlichkeit. Filmhistorisch markiert Die gute Erde den Beginn eines liebevollen, differenzierten Blicks auf China und das chinesische Volk, das in Hollywood bis dahin stets Gegenstand rassistisch geprägter, stereotyper Darstellungen gewesen ist.
Die beiden Hauptrollen des Films wurden, den damaligen Hollywood-Gepflogenheiten entsprechend, mit weißen Darstellern besetzt. Der in Österreich geborene Paul Muni war 1932 durch seine Hauptrollen in Scarface und Jagd auf James A. berühmt geworden. Da Muni vertraglich an Warner Bros. gebunden war, musste die MGM als Gegenleistung für sein Engagement Clark Gable und Leslie Howard an das Konkurrenzunternehmen „ausleihen“. Luise Rainer hatte 1936 mit ihrer Hauptrolle in dem MGM-Film Der große Ziegfeld den Oscar als beste Hauptdarstellerin gewonnen.
Ebenso wie der Autorin der Buchvorlage, Pearl S. Buck, war auch dem Produktionsleiter Irving Thalberg zunächst an einer Besetzung mit chinesischen Hauptdarstellern gelegen. Dieser Plan wurde bald jedoch wieder aufgegeben. Anna May Wong, die profilierteste chinesischstämmige Schauspielerin des Landes, hatte vergeblich auf ein Angebot für die Rolle der O-Lan gehofft, war zu Probeaufnahmen jedoch nur für die Rolle der Konkubine Lotus eingeladen worden, die letztlich mit Tilly Losch, einer gebürtigen Österreicherin, besetzt wurde. Ob Thalberg Wong diese Rolle nicht geben wollte, oder ob sie selbst abgelehnt hat, ist nicht geklärt. Mit dem koreanisch-amerikanischen Schauspieler Philip Ahn zum Beispiel hätte auch für die männliche Hauptrolle ein hochbegabter asiatischer Darsteller zur Verfügung gestanden; Ahn musste sich jedoch ungenannt mit der Nebenrolle eines Captains der revolutionären Armee zufriedengeben. Auch der profilierte japanische Schauspieler Sessue Hayakawa, der bereits in vielen amerikanischen Filmen mitgewirkt hatte, wurde nicht in Betracht gezogen. Verantwortlich dafür, dass die Hauptrollen mit weißen Darstellern besetzt wurden, dürfte vor allem der mit dem Casting beauftragte Produktionsassistent Albert Lewin sein, der dafür bekannt war, asiatische Schauspieler nur zur „atmosphären“ Ergänzung, nicht jedoch für wichtige Rollen einzusetzen.
Als Regisseur wurde der 44-jährige Sidney Franklin ausgewählt, der für die MGM bereits erfolgreiche Melodramen wie Smilin’ Through (1932) und The Barretts of Wimpole Street (1934) inszeniert hatte und der Firma 1940 mit Ninotschka einen Oscar für die beste Hauptdarstellerin einbringen sollte. Der 1929 aus Deutschland emigrierte Kameramann Karl Freund hatte in seiner Heimat bedeutende Filme wie Der letzte Mann (1924) und Metropolis (1927) und in Hollywood unter anderem Die Kameliendame (1936, mit Greta Garbo) gedreht.
Die Dreharbeiten für Die gute Erde fanden in Chatsworth (Kalifornien) und im San Fernando Valley bei Los Angeles und China City statt. Verwendung fanden auch in China entstandene Außenaufnahmen, die unter der Regie von George W. Hill für einen ganz anderen Film gemacht, dann jedoch nicht benötigt wurden. Nachdem Trickspezialisten zunächst erfolglos versucht hatten, authentisch aussehende Bilder von einer Heuschreckenplage zu erzeugen, ergab sich schließlich die Gelegenheit, bei Cedar City (Utah) Aufnahmen von einem wirklichen Heuschreckenschwarm zu machen.
Uraufgeführt wurde der Film am 29. Januar 1937 in Los Angeles. Thalberg war viereinhalb Monate zuvor verstorben. Den Verleih übernahm die MGM. Kommerziell und künstlerisch galt er als bedeutender Erfolg. Den Vertrieb der Videofassung übernahm später die Firma MGM/UA Home Entertainment.

## Kritiken
„Ein ethisch und ästhetisch eindrucksvoll realisiertes, unprätentiöses Familiendrama. Der Film eröffnet einen Blick in die Mentalität der Asiaten, erhält aber durch die Besetzung der Hauptrollen mit europäischen Schauspielern eine gewisse Künstlichkeit.“

„Eindrucksvolles Film-Epos über das Schicksal einer Bauernfamilie im China vor der kommunistischen Machtergreifung.“

Auch Cinema urteilt: „Großartig gespielt, grandios gefilmt, Oscar-prämiert.“

## Auszeichnungen
Die gute Erde errang bei der Oscar-Verleihung 1938 Preise für die beste Hauptdarstellerin (Luise Rainer) und die beste Kamera (Karl Freund). Der Film selbst, Regisseur Sidney Franklin und Filmeditor Basil Wrangell erhielten eine Nominierung.